# Onitis crenatus
Onitis crenatus là một loài bọ cánh cứng trong họ Bọ hung (Scarabaeidae).